# أنطونيو فاسكونسيلوس رويدا
أنطونيو فاسكونسيلوس رويدا (بالإسبانية: Antonio Vasconcelos Rueda)‏ هو سياسي مكسيكي، ولد في 21 أغسطس 1970 في ولاية بويبلا في المكسيك. حزبياً، نشط في حزب العمل الوطني. وقد انتخب عضو مجلس النواب المكسيك.